# Paka'An Daya
Paka'An Daya is een bestuurslaag in het regentschap Bangkalan van de provincie Oost-Java, Indonesië. Paka'An Daya telt 1991 inwoners (volkstelling 2010).